# Étoile des félibres

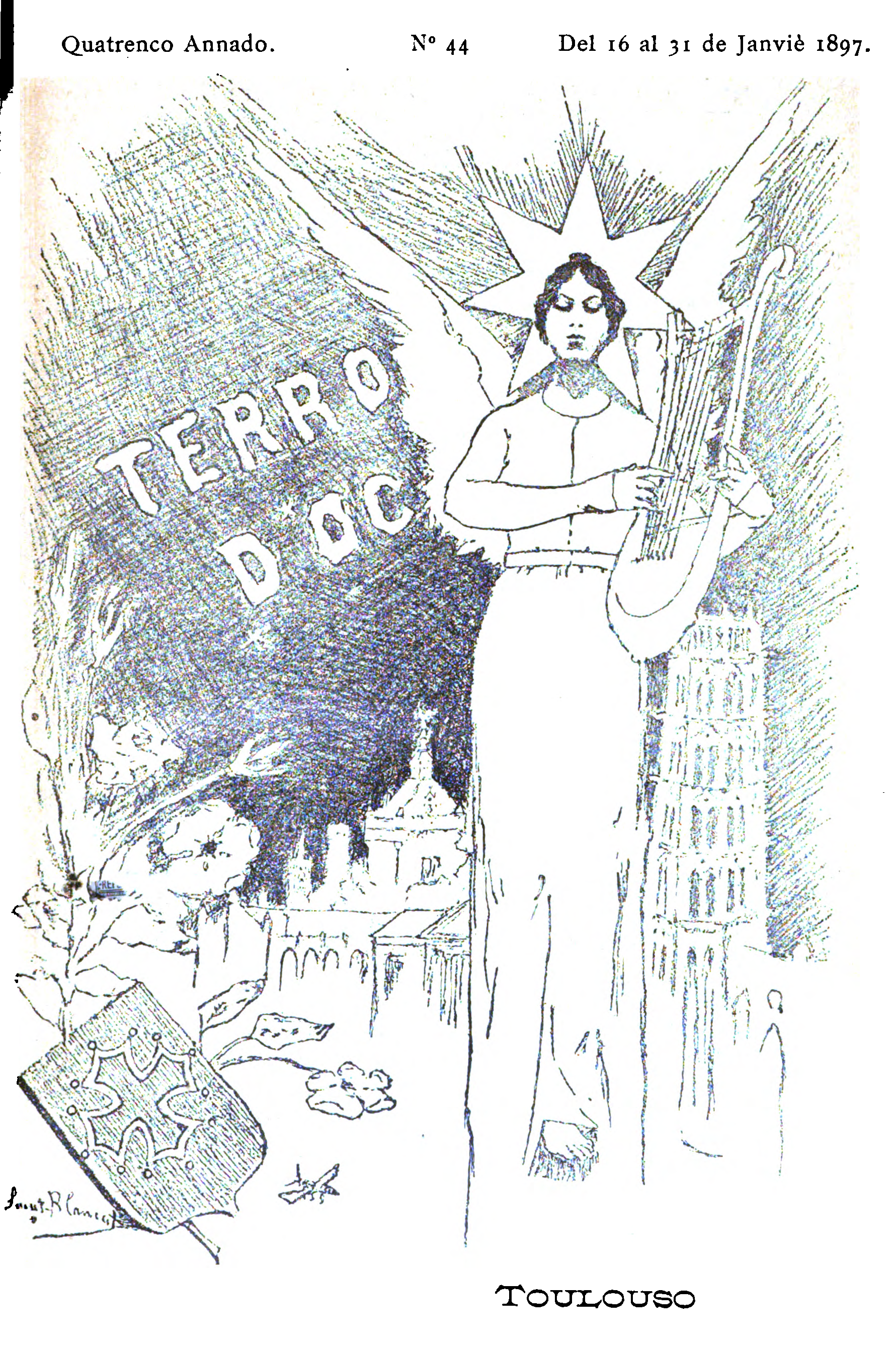
Représentation de l’étoile sur la couverture de la revue félibréenne La Terro d’Oc.

L’étoile occitane à sept branches, ou étoile des félibres, appelée en occitan Astrada (graphie de l'I.E.O dite classique), Astrado (graphie mistralienne) ou improprement Santo Estello est un symbole ayant la forme d'une étoile. 

## Histoire et symbolique

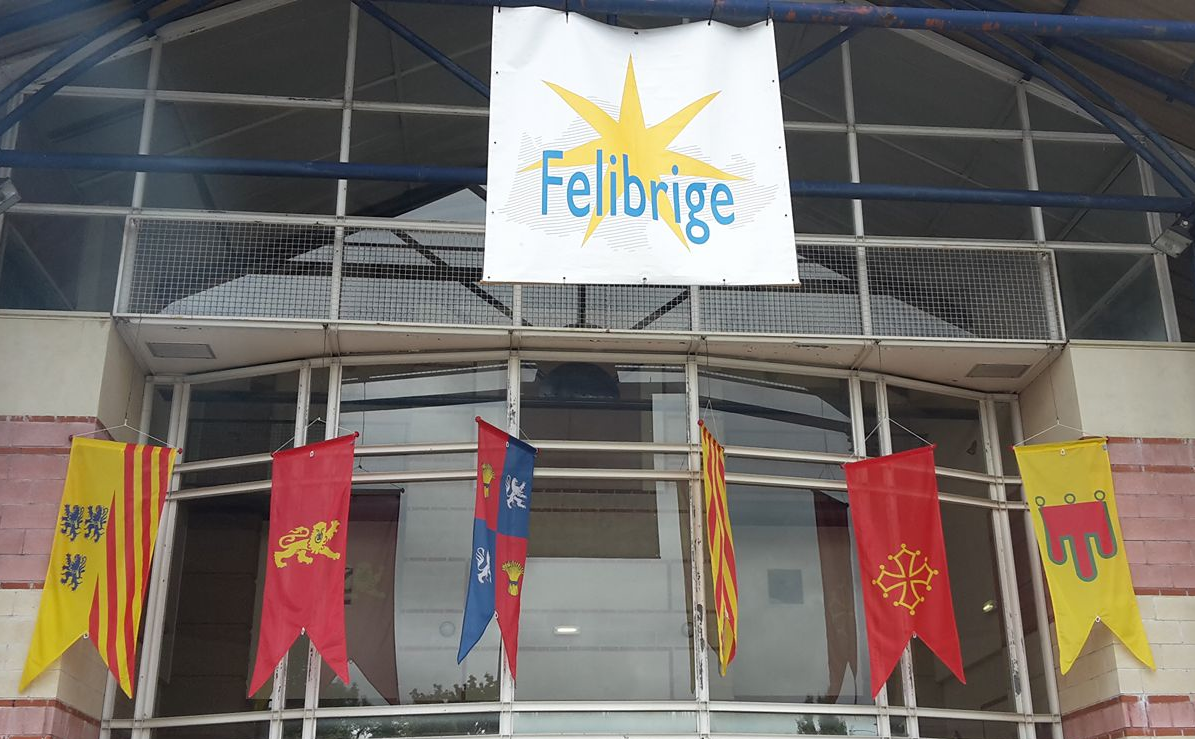
Logo du Félibrige (étoile sur fond de carte de l’Occitanie) et drapeaux des provinces d’Oc à la Santo Estello de Bagnères de Bigorre.

Elle est apparue comme emblème parlant du Félibrige, association pour la renaissance culturelle du « provençal ou langue d’oc » créée le 21 mai (jour de la Sainte Estelle) 1854. Le nombre de branches correspond d’abord aux sept fondateurs (primadié) de l’association. Il est parfois mis en parallèle avec les maintenances (régions administratives) du Félibrige, mais le nombre de ces maintenances a varié dans l’histoire de l’association où elles sont maintenant au nombre de six : Aquitaine, Auvergne, Gascogne-Haut Languedoc, Languedoc-Roussillon, Limousin et Provence.
L’étoile est ensuite ajoutée à la croix sur le Drapeau de l’Occitanie par François Fontan, afin de distinguer ce drapeau de celui du Languedoc. Les sept branches représentent les sept grandes provinces occitanes : Auvergne, Dauphiné, Gascogne, Guyenne, Languedoc, Limousin et Provence. La province du Dauphiné a remplacé celle de Catalogne dans la version proposée par François Fontan.

## Autres usages
L’étoile est utilisée dans les chartes graphiques de revues (la Tèrro d'Oc en 1897, voir illustration) ou d’éditions (l’Astrado).

## Couleurs
Lorsqu’elle est colorée, l’étoile est d’or. Elle apparaît sur des fonds de couleurs diverses : bleu sur la plupart des illustrations du Félibrige ou de diverses associations provençales et rouge sur le Drapeau de l’Occitanie.

## Galerie

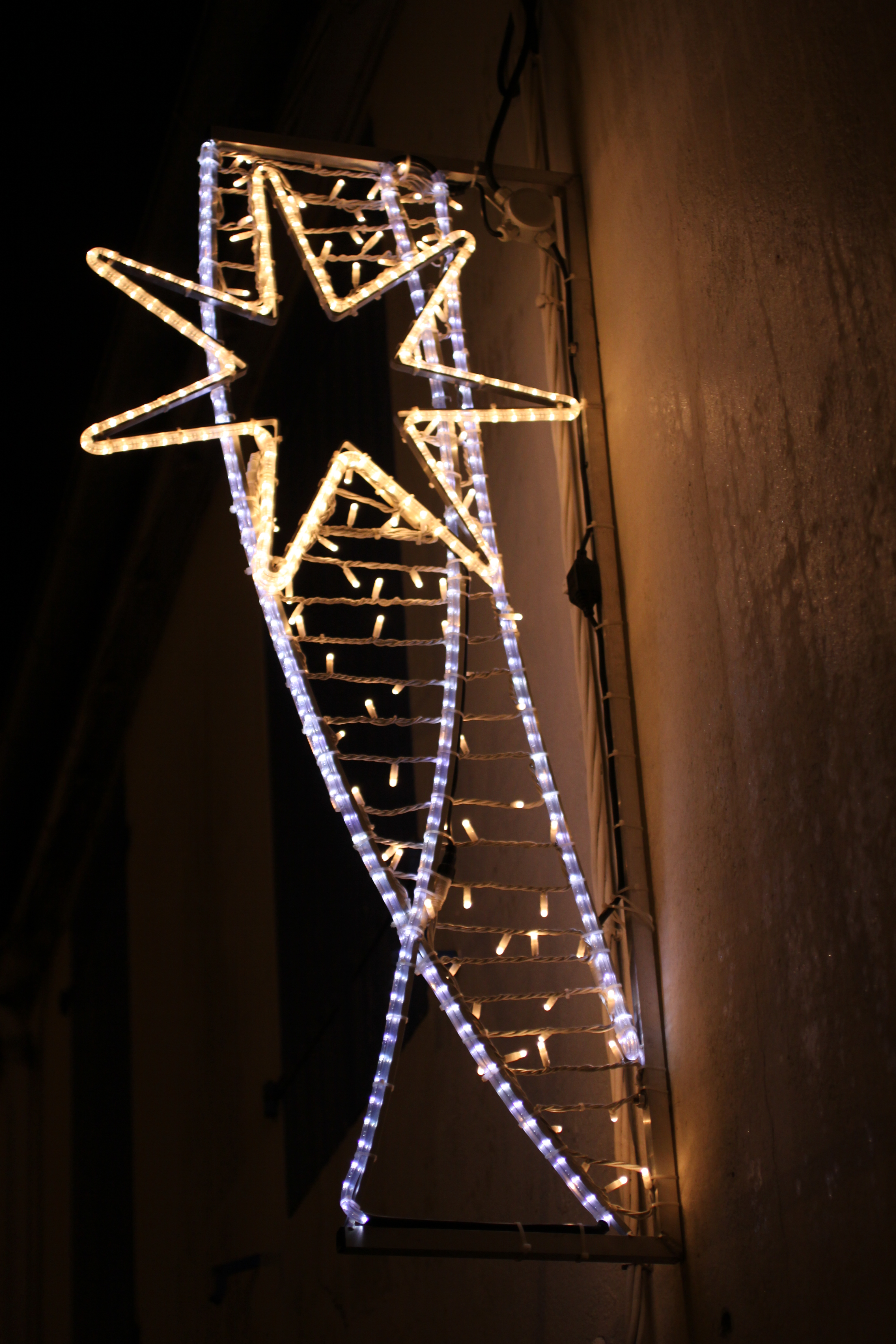
Une étoile à sept branches illuminée.
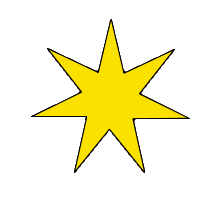
Un modèle d’étoile sans fond.
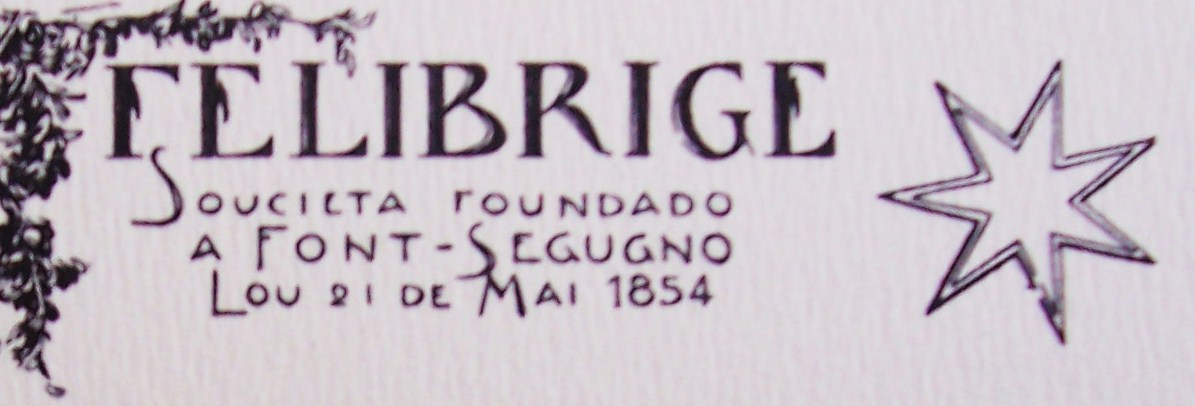
L’étoile du Félibrige.
L’étoile et la croix sur le drapeau de l’Occitanie.